# Duckwitzer See
Der Duckwitzer See ist ein See in der Gemeinde Behren-Lübchin im Landkreis Rostock. Er liegt westlich des Ortsteils Duckwitz. Das Ufer ist fast vollständig mit Schilf bewachsen. Am Ostufer, das zum Gemeindegebiet von Lühburg gehört, gibt es eine Badestelle. Der See hat eine Nord-Süd-Ausdehnung von etwa 770 Metern und eine West-Ost-Ausdehnung von etwa 250 Metern.